# Gaofen
Das Hochauflösende Erdbeobachtungssystem Chinas (chinesisch 中國高解析度對地觀測系統 / 中国高分辨率对地观测系统, Pinyin Zhōngguó Gāofēn Biànlǜ duì Dì Guāncè Xìtǒng), kurz Gaofen-Projekt (高分专项, Pinyin Gāofēn Zhuānxiàng), wegen der englischen Bezeichnung China High-resolution Earth Observation System oft „CHEOS“ abgekürzt, ist ein von der Nationalen Raumfahrtbehörde Chinas und der Chinesischen Akademie der Wissenschaften betriebenes Projekt zur globalen Erdbeobachtung. Das System besteht aus Satelliten mit einer Auflösung von bis zu 10 cm (Gaofen 11) in diversen Umlaufbahnen sowie mehreren Rechenzentren.

## Geschichte
Gaofen gehört zu den ersten 16 Projekten, die mit dem im Februar 2006 vom Staatsrat der Volksrepublik China verabschiedeten „Grundriss eines nationalen Programms für die mittel- und langfristige Entwicklung von Wissenschaft und Technologie (2006–2020)“ (《国家中长期科学技术发展规划纲要（2006–2020年）》)
in die Liste der Nationalen wissenschaftlich-technischen Großprojekte aufgenommen wurden. Dies ermöglichte eine Förderung des Projekts aus vom Finanzministerium bereitgestellten Mitteln des 11. Fünfjahresplans (2006–2010). Die tatsächliche Genehmigung durch den Staatsrat erfolgte jedoch erst Anfang 2010, ganz am Ende des Fünfjahresplans. Obwohl Gaofen primär zivilen Zwecken dient, fällt es als Raumfahrtprojekt in die Zuständigkeit der Volksbefreiungsarmee, die über die Hauptabteilung Satellitenstarts, Bahnverfolgung und Steuerung der Strategischen Kampfunterstützungstruppe auch die Infrastruktur für das Projekt zur Verfügung stellt. Daher übernahm die Nationale Behörde für Wissenschaft, Technik und Industrie in der Landesverteidigung in ihrer Manifestation als Nationale Raumfahrtbehörde Chinas die Leitung des Projekts („Nationale Raumfahrtbehörde“ ist eine für die Außendarstellung häufig gewählte Alternativbezeichnung für die Wehrtechnik-Behörde).
Im März 2010 wurde am Sitz der Behörde im Pekinger Stadtbezirk Haidian zusätzlich zu dem seit 2004 existierenden Zentrum für Prüfung und Genehmigung von Fernerkundung aus dem Weltall das „Zentrum für Erdbeobachtung und Daten“ eingerichtet, mit dem Auftrag, den Aufbau des Hochauflösenden Erdbeobachtungssystems zu organisieren. Nach Inbetriebnahme des Systems war das Erdbeobachtungs-Zentrum für die Weiterverarbeitung der von den Satelliten gelieferten Daten, ihre Vermarktung und technische Beratung für Kunden zuständig, ebenso für internationale Kooperation.
So versorgte das Erdbeobachtungs-Zentrum zum Beispiel Pakistan nach dem schweren Erdbeben mit 386 Toten in Belutschistan vom 24. September 2013 mit Bildern des Satelliten Gaofen 1, die mit vor dem Erdbeben aufgenommenen Bildern verglichen wurden, um die zerstörten Gebiete zu identifizieren und dorthin gezielt Rettungsmannschaften zu schicken.
Primär sollten jedoch das Ministerium für Bodenressourcen, das damalige Ministerium für Umweltschutz und das Landwirtschaftsministerium der Volksrepublik China Nutzer des Systems sein. Ab dem 13. Fünfjahresplan (2016–2020) wurden die Satellitenbilder außerdem verstärkt zur effizienten Planung und Bauüberwachung von Infrastrukturprojekten wie Straßen und Flughäfen verwendet, auch um sich zum Beispiel über die geologische Stabilität von angeschnittenen Hängen etc. zu versichern.
Ursprünglich sollten zwischen 2013 und 2016 fünf Satelliten gestartet werden.
Im Jahr 2015 wurde die Zahl der geplanten Satelliten jedoch im Zusammenhang mit der 2013 von Xi Jinping initiierten Neuen Seidenstraße und den assoziierten Infrastrukturprojekten in Afrika und Asien auf 14 erhöht.
Die beiden Satelliten vom Typ Gaofen 11 besitzen, ebenso wie Gaofen 12, Geräte zur schnellen Zweiweg-Datenübertragung, fungieren also neben ihrer Hauptaufgabe der Erdbeobachtung auch als Kommunikationssatelliten. Daher spricht man von Gaofen heute auch als „Weltraumgestützter Informationskorridor Neue Seidenstraße“ (“一带一路”空间信息走廊). Im Prinzip werden die Bilder der Satelliten Gaofen 1 (ohne Gaofen 1-02 bis 04) bis Gaofen 6 ohne weiteres an die Öffentlichkeit weitergegeben, während die später im Zusammenhang mit der Neuen Seidenstraße gestarteten Satelliten speziellen Zwecken dienen.
Einen Sonderfall stellt eine Hilfsaktion im Dezember 2022 dar, wo der Regierung von Madagaskar nicht über die Neue Seidenstraße, sondern über das Welternährungsprogramm der Vereinten Nationen von Gaofen 7 mit einer Auflösung von 65 cm gemachte Aufnahmen vom Süden der Insel zur Verfügung gestellt wurden, um die dortigen Behörden bei der Planung der Landnutzung und der Betreuung von Projekten zu unterstützen.
In dem 2006 dem Staatsrat vorgelegten Konzept des Gaofen-Projekts war man davon ausgegangen, 60 % der damals aus dem Ausland importierten Satellitenbilder durch die Gaofen-Satelliten ersetzen zu können (die frühen CBERS-Satelliten hatten mit ihrer besten Kamera nur eine Auflösung von 20 m). Ende 2020 wurden dann jedoch bereits 85 % der in China benötigten Satellitenbilder von Gaofen geliefert, das Nationalarchiv für Fernerkundungsdaten und -informationen hatte einen Datenbestand von 1500 PB.
Hier ein Überblick über die Zahl der bis zum 31. Oktober 2023 an Nutzer verschickten Bilder der bis 2020 aus dem Fonds für Nationale wissenschaftlich-technische Großprojekte finanzierten, öffentlichen Satelliten:
| Satellit | gestartet         | Bilder     |
| -------- | ----------------- | ---------- |
| Gaofen 1 | 26. April 2013    | 17.753.724 |
| Gaofen 2 | 19. August 2014   | 19.339.778 |
| Gaofen 3 | 9. August 2016    | 2.582.941  |
| Gaofen 4 | 28. Dezember 2015 | 3.161.435  |
| Gaofen 5 | 8. Mai 2018       | 985.152    |
| Gaofen 6 | 2. Juni 2018      | 2.306.846  |
| Gaofen 7 | 3. November 2019  | 1.205.298  |

## Gaofen-Satelliten
Es gibt insgesamt 14 Typen von Gaofen-Satelliten, wobei Gaofen 1 bis Gaofen 7 rein zivilen Zwecken dienen, während Gaofen 8 bis Gaofen 14 Dual-Use-Satelliten sind, die von der Volksbefreiungsarmee und verbündeten Armeen in den Partnerländern der Neuen Seidenstraße mitbenutzt werden.

### Gaofen 1 und Gaofen 6
Die von der Shanghaier Akademie für Raumfahrttechnologie auf der Basis des CAST2000-Satellitenbusses der Chinesischen Akademie für Weltraumtechnologie
hergestellten Satelliten der Gaofen-1-Serie besitzen je eine panchromatische Kamera mit 2 m Auflösung und eine Multispektralkamera mit 8 m Auflösung, die zusammen eine Schwadbreite von 69 km abdecken, wobei sie sich auf 1 km überlappen.
Der am 26. April 2013 gestartete erste Satellit der Serie, Gaofen 1, besitzt außerdem noch einen multispektralen Bildgeber mit 16 m Auflösung, der mit vier Weitwinkelkameras Aufnahmen bei 0,45 – 0,52 µm (blau), 0,52 – 0,59 µm (grün), 0,63 – 0,69 µm (rot) und 0,77 – 0,89 µm (nahes Infrarot) macht. Die kombinierte Schwadbreite dieses Bildgebers beträgt bei Aufnahmen senkrecht von oben 830 km.
Der am 2. Juni 2018 gestartete Gaofen 6 ist im Prinzip baugleich mit Gaofen 1. Er besitzt ähnliche Kameras mit derselben Auflösung, wobei hier die panchromatische und die Multispektralkamera eine kombinierte Schwadbreite von mehr als 90 km abdecken, der multispektrale Bildgeber mit 16 m Auflösung hat eine Schwadbreite von 800 km.
Gaofen 6 und der am 26. April 2013 gestartete Gaofen 1 bilden neben ihrer Rolle im Hochauflösenden Erdbeobachtungssystem auch eine Konstellation mit den beiden Satelliten Huanjing 2A und Huanjing 2B, die Kameras von mittlerer Auflösung besitzen und im Auftrag des heutigen Ministeriums für Ökologie und Umwelt sowie des Ministeriums für Katastrophenschutz an entgegengesetzten Punkten einer identischen sonnensynchronen Umlaufbahn um die Erde kreisen. Die vier Satelliten ergänzen sich mit ihren Aufnahmen gegenseitig.
Das gesamte Festlandsgebiet Chinas ist alle drei Monate mit einer Auflösung von 2 m vollständig dokumentiert, Nordchina jeden Monat. Im Jahr 2023 war neben geologischen Untersuchungen die Hauptaufgabe der vier Satelliten die Überwachung der Landnutzung, vor allem was die illegale Umwandlung von Ackerland in Bauland sowie die ebenfalls illegale Umstellung von Getreideanbau auf profitablere Nutzpflanzen betraf.

### Gaofen 2
Der am 19. August 2014 gestartete Gaofen 2 ist wie die Satelliten der Gaofen-1-Serie ein optischer Erdbeobachtungssatellit in einer sonnensynchronen Umlaufbahn. Dieser Satellit wurde vollständig von der Chinesischen Akademie für Weltraumtechnologie auf der Basis ihres CS-L3000A-Busses (eine Ableitung der bei den chinesischen Ziyuan-Satelliten verwendeten Phönixauge-2-Plattform) entwickelt und gebaut. Er besitzt zwei identische Kameras mit einer Auflösung von jeweils 80 cm (panchromatisch) und 3,2 m (multispektral). Jede der beiden Kameras hat eine Schwadbreite von 23 km, was in Kombination bei leichter Sichtfeldüberlappung eine Gesamtbreite von 45,3 km ergibt.
Gaofen 2 war Chinas erster wirklich hochauflösender Erdbeobachtungssatellit mit einer Auflösung von unter 1 m.

### Gaofen 3
Der von der Chinesischen Akademie für Weltraumtechnologie hergestellten Satelliten vom Typ Gaofen 3 beruhen auf dem ebenfalls von der Phoenixauge-2-Plattform abgeleiteten Bus CS-L3000B, auch bekannt als ZY1000B, besitzen aber keine Kamera, sondern ein Synthetic Aperture Radar mit einer in vier Paneele unterteilten Phased-Array-Antenne von insgesamt 15 × 1,23 m, die auf 5,4 GHz (C-Band) sendet. Dadurch ist der Satellit bei nahezu allen Wetterbedingungen einsatzfähig und kann zum Beispiel während der sommerlichen Regenzeit durch eine geschlossene Wolkendecke Aufnahmen von Überschwemmungsgebieten machen.
Es sind zwölf verschiedene Beobachtungsmodi mit horizontaler, vertikaler oder kombinierter Polarisation möglich. Die Auflösung variiert von 1 m horizontal und 90 cm vertikal bei einer Schwadbreite von 10 km im Scheinwerfer-Modus bis 500 m horizontal und 350 m vertikal bei einer Schwadbreite von 650 km im globalen Modus.
Der am 9. August 2016 gestartete Gaofen 3, der am 22. November 2021 gestartete Gaofen 3-02 und der am 6. April 2022 gestartete Gaofen 3-03 nehmen alle drei eine sonnensynchrone Umlaufbahn von 755 km Höhe ein und bilden eine Konstellation, mit der jeder Punkt der Erde einmal pro Tag beobachtet werden kann. Gaofen 3-02 besitzt zusätzlich zum Radar noch einen Empfänger für die Signale des Automatic Identification Systems von Schiffen, die er gleich an Bord in Echtzeit verarbeitet. Dies verbessert die Überwachung der von China beanspruchten Seegebiete in Bezug auf Fischereirechte etc. und dient auch zur Beobachtung von Schiffsunfällen und dadurch verursachten Umweltschäden.

### Gaofen 4 und Gaofen 13
Der von der Chinesischen Akademie für Weltraumtechnologie auf der Basis des SAST9000-Busses der Shanghaier Akademie für Raumfahrttechnologie hergestellte,
4,6 t schwere Gaofen 4 ist mit einer vom Forschungsinstitut für weltraumbezogenen Maschinenbau und Elektrotechnik Peking entwickelten Kamera ausgerüstet, die hinter einem gemeinsamen optischen System CCD-Sensoren für sichtbares Licht und für Infrarotlicht besitzt. Die Auflösung im sichtbaren Spektrum beträgt 50 m, im Infrarot-Bereich 400 m. Von seiner geostationären Position bei 105,7° östlicher Länge aus überwacht der Satellit ein Areal von 7000 × 7000 km zwischen dem Persischen Golf und Australien, innerhalb dessen er Gebiete von Interesse in einer Größe von 400 × 400 km fotografieren kann.
Der am 11. Oktober 2020 gestartete Gaofen 13 ist im Prinzip baugleich mit Gaofen 4, besitzt aber eine bessere Optik, die von seiner geostationären Position bei 117,9° östlicher Länge aus einer Höhe von 36.000 km eine Auflösung von 15 m ermöglicht.
Am 17. März 2023 wurde der von der Chinesischen Akademie für Weltraumtechnologie hergestellte Gaofen 13-02 gestartet.

### Gaofen 5
Der von der Shanghaier Akademie für Raumfahrttechnologie auf der Basis ihres SAST5000B-Busses hergestellte,
2,7 t schwere Gaofen 5 ist neben einer Hyperspektralkamera und einem multispektralen Bildgeber für sichtbares und infrarotes Licht zur Beobachtung der Erdoberfläche mit vier Nutzlasten zur Untersuchung der Atmosphäre ausgestattet:
- Treibhausgas-Monitor zur Messung des Kohlenstoffdioxid- und Methan-Profils mit einer Auflösung von 10,3 km und einer Schwadbreite von 800 km
- Spektrometer für kurzwelliges Infrarot, mittleres Infrarot und thermales Infrarot im Gesamtbereich von 2,4 bis 13,3 μm zur Messing des Gehalts von Ozon, Stickoxiden, Kohlenstoffmonoxid und Kohlenstoffdioxid
- Kamera zur Messung der Aerosole in der Atmosphäre unter Anwendung der bidirektionalen Reflexionsverteilungsfunktion auf acht Wellenlängen (sichtbar und nahes Infrarot), bei drei Wellenlängen mit drei Polarisationen
- Spektrometer zur Messung des Ozon-Profils mit einer Auflösung von 13 × 48 km und einer Schwadbreite von 2500 km[10][39]

Der zweite Spektralsatellit, Gaofen 5-02, basiert auf dem SAST3000, der ein etwas höheres Nutzlastgewicht ermöglicht.
Der in einem sonnensynchronen Orbit von 705 km Höhe platzierte Satellit besitzt sieben Instrumente, die das gesamte Spektrum von ultraviolettem Licht bis zu langwelligem Infrarot abdecken. Die spektrographische Auflösung bei der Beobachtung der Erdoberfläche mit einer Schwadbreite von 60 km beträgt 2,5 nm, die Auflösung bei der Beobachtung der Atmosphäre 0,03 nm, die polarimetrische Präzision beträgt 0,5 %, die Beobachtung kann unter 15 verschiedenen Winkeln stattfinden.
Nach einer mehr als anderthalbjährigen Test- und Kalibrierungsphase wurde der am 7. September 2021 gestartete Satellit am 4. April 2023 dem Ministerium für Ökologie und Umwelt übergeben.

### Gaofen 7
Der von der Chinesischen Akademie für Weltraumtechnologie hergestellte Gaofen 7 ist eine Weiterentwicklung der stereoskopischen Kartografie-Satelliten vom Typ Ziyuan 3, aber einer dreimal so hohen Auflösung von 65 cm für digitale Orthofoto-Aufnahmen (DOM) im durchgehenden Spektrum von 450 nm (blau) bis 900 nm (nahes Infrarot) sowie 3,2 m im Multispektralmodus mit fünf Frequenzbändern im selben Bereich. Da für die höhere Auflösung eine aufwendigere Optik mit größerem Raumbedarf nötig war, konnte man auf dem Satelliten kein drei-Kamera-System unterbringen, sondern wählte stattdessen, wie bei der klassischen Stereoskopie, ein System mit nur zwei in einem Winkel zueinander montierten Kameras, die um ±32° aus der Vertikalen geschwenkt werden können.
Dazu kommt noch ein doppelstrahliges Infrarot-Laseraltimeter mit einer Wellenlänge von 1,064 μm, das – einstellbar drei- oder sechsmal pro Sekunde – durch punktweise Entfernungsmessung mit einer vertikalen Auflösung von 30 cm die Topografie erfasst.
Die Schwadbreite des Systems beträgt 20 km.
Mit den Daten dieses Satelliten wurde bei den ersten Tests im Orbit unter anderem eine genaue topografische Karte des Mount Everest im Maßstab 1:10.000 erstellt. Diese Karte wurde von der chinesischen Expedition verwendet, die am 27. Mai 2020 mithilfe aller vier damals verfügbaren Satellitennavigationssysteme eine präzise Bestimmung der Höhe des Berges unternahm.
Zum Vergleich: die üblichen Wanderkarten der Landesvermessungsämter haben einen Maßstab von 1:50.000. Am 23. Juli 2020 war die Testphase des Satelliten abgeschlossen, und am 20. August 2020 wurde Gaofen 7 an das Institut für Informationsgewinnung durch Luft- und Raumfahrt für den Regelbetrieb übergeben.
Gaofen 7 war der letzte der noch aus dem Fond für Nationale wissenschaftlich-technische Großprojekte finanzierten Satelliten. Im November 2023 arbeitete er mit den drei Kartografie-Satelliten der Ziyuan-3-Serie in einer Konstellation zusammen. Durch die Kombination der beiden Systeme war es möglich, die Aktualisierungszeit der chinesischen Landkarten von 59 Tagen auf 15 Tage zu verkürzen.

### Gaofen 8
Gaofen 8 ist ein ebenfalls von der Chinesischen Akademie für Weltraumtechnologie hergestellter, optischer Erdbeobachtungssatellit, der primär für die Planung von Infrastrukturprojekten im Rahmen der Neuen Seidenstraße verwendet wird.
Er wurde am 26. Juni 2015 gestartet, noch vor den Satelliten mit der laufenden Nummer 3 bis 7.

### Gaofen 9
Die Satelliten der Gaofen-9-Serie wurden von der Chinesischen Akademie für Weltraumtechnologie auf der Basis ihres hexagonalen CAST3000-Busses entwickelt und gebaut.
Es handelt sich hier primär um optische Erdbeobachtungssatelliten,
sie besitzen aber auch ein System zur radiometrischen Fernerkundung im Mikrowellenbereich. Ihre Auflösung ist besser als 1 m.

### Gaofen 10R
Der von der Shanghaier Akademie für Raumfahrttechnologie entwickelte und gebaute Mikrowellen-Fernerkundungssatellit Gaofen 10 sollte an sich bereits am 31. August 2016 gestartet werden. Aufgrund einer Fehlfunktion der 3. Stufe der ebenfalls von SAST hergestellten Trägerrakete Changzheng 4C konnte er jedoch die Umlaufbahn nicht erreichen. Beim zweiten Versuch mit dem Ersatzsatelliten Gaofen 10R am 4. Oktober 2019 gelang der Start.
Der Satellit ist wie Gaofen 8 primär für die Planung von Infrastrukturprojekten im Rahmen der Neuen Seidenstraße gedacht, aber auch für die Modernisierung der Landesverteidigung der Partnerländer. Seine Auflösung liegt bei 50 cm.

### Gaofen 11
Auch die ersten beiden der von der Chinesischen Akademie für Weltraumtechnologie hergestellten Satelliten vom Typ Gaofen 11 waren primär für Seidenstraßenprojekte gedacht. Der am 20. November 2021 gestartete dritte und der am 27. Dezember 2022 gestartete vierte Satellit der Serie dienen dagegen der Stadtplanung und dem Straßenbau innerhalb Chinas.
Neben einer optischen Kamera mit einer Auflösung von 10 cm besitzen diese Satelliten auch Geräte zur sicheren und schnellen Datenübertragung bei besagten Projekten,
sowohl zwischen Boden und Satellit als auch von einem Satelliten zu einem Tianlian-Relaissatelliten. Diese von der Akademie für Weltraumkommunikation entwickelten Geräte für Zweiwegkommunikation ermöglichen eine Verarbeitung großer Datenmengen im Orbit, was einen wichtigen Beitrag zur Erhöhung der – in beiden Richtungen gleich schnellen – Übertragungsgeschwindigkeit leistet.

### Gaofen 12
Gaofen 12 wurde von der Shanghaier Akademie für Raumfahrttechnologie hergestellt, es handelt sich um einen Mikrowellen-Fernerkundungssatelliten mit einer Auflösung von 50 cm, ähnlich wie Gaofen 10. Er hat im Rahmen der Neuen Seidenstraße dieselben Aufgaben wie jener Satellit, verfügt jedoch zusätzlich auch über Kommunikationsgeräte wie der ein Jahr vorher gestartete Gaofen 11.
Der am 30. März 2021 gestartete Gaofen 12-02, der am 27. Juni 2022 gestartete Gaofen 12-03 und der am 20. August 2023 gestartete Gaofen 12-04 sind dagegen nicht für die Neue Seidenstraße gedacht, sondern für eine Bestandsaufnahme des chinesischen Territoriums, für Stadtplanung, für die Klärung von strittigen Bodennutzungsrechten – in China gehört alles Land dem Staat, Land-„Besitzer“ haben nur ein erbpachtähnliches Nutzungsrecht (meist für 70 Jahre) – Straßenplanung, Erntemengenabschätzung sowie den Einsatz bei Waldbränden und Überschwemmungen, möglichst zur Vermeidung besagter Ereignisse durch Überwachung der Vegetationsfeuchtigkeit etc., aber auch zur Koordinierung der Rettungskräfte bei von Rauchschwaden oder Wolken bedecktem Himmel, durch die das Radar hindurchblicken kann.

### Gaofen 14
Gaofen 14 wurde von der Chinesischen Akademie für Weltraumtechnologie hergestellt, es handelt sich um einen optischen Fernerkundungssatelliten für kartographische Zwecke im Rahmen von Projekten der Neuen Seidenstraße. Er kann sowohl Orthofoto- als auch dreidimensionale Aufnahmen machen, mit denen digitale topografische Karten und digitale Höhenmodelle – sowohl Oberflächenmodelle als auch Geländemodelle – erstellt werden.
Während die anderen in einem sonnensynchronen Orbit positionierten Satelliten von den Kosmodromen Jiuquan (Innere Mongolei) und Taiyuan (Shanxi) nach Norden gestartet wurden, erfolgte hier der Start vom Kosmodrom Xichang (Sichuan) nach Süden. Der Satellit kreist also in entgegengesetzter Richtung zu allen anderen um die Erde. Dies war aus geographischen Gründen relativ riskant: die Städte Kunming, Chuxiong und Dali lagen unter der Flugbahn der Rakete. Daher wurde die Trägerrakete vom Typ Changzheng 3B/G5 mit speziellen Systemen zur Windmessung und autonomen Auswahl einer von vier geeigneten Flugbahnen ausgerüstet.

### Gaofen Hyperspektral
Der von der Shanghaier Akademie für Raumfahrttechnologie innerhalb von 18 Monaten hergestellte Satellit Gaofen Hyperspektral (高光谱综合观测卫星) beruht auf dem SAST1000 Bus der Firma. Er ist 1,5 × 1,5 × 1,2 m groß, ein einzelner Solarzellenflügel mit sechs Solarmodulen unterschiedlicher Größe versorgt die Nutzlasten mit einer elektrischen Leistung von rund 400 W. Der Satellit kann in allen drei Achsen mit einer Präzision von 0,05° ausgerichtet werden, wobei als Referenzpunkt erstmals in China der Mond verwendet wird. Der Satellit besitzt drei Nutzlasten:
- Bildgeber für langwelliges Infrarot, also thermische Strahlung im Bereich von 8 bis 15 µm, mit einer Schwadbreite von 1500 km und einer Auflösung von 100 m zur präzisen Temperaturmessung.[69]
- Hyperspektral-Bildgeber für den Bereich von sichtbarem Licht bis kurzwelligem Infrarot (0,4 – 3 µm) mit einer spektralen Auflösung von 2,5 nm zur Überwachung der Wasserverschmutzung sowie des Ausstoßes von Treibhausgasen wie Methan sowie zur Erkundung von Erz- und Erdöllagerstätten.
- Vom Anhuier Institut für Optik und Feinmechanik entwickeltes,  im Bereich von Ultraviolettstrahlung bis sichtbarem Licht arbeitendes differenzielles optisches Absorptionsspektrometer (Environmental Trace Gas Monitoring Instrument bzw. EMI-II) mit einer räumlichen Auflösung von 24 × 13 km und einer spektralen Auflösung von 0,3 – 0,6 nm zur Messung von Spurengasen wie Ozon, Stickstoffdioxid, Formaldehyd oder Schwefeldioxid.[70] Dieses Gerät wird zusammen mit baugleichen Spektrometern auf den Satelliten Gaofen 5-02 und Daqi 1 betrieben – die drei Satelliten bilden ein Beobachtungsnetzwerk.[71]

Der Satellit wurde am 8. Dezember 2022 in eine sonnensynchrone rekursive Umlaufbahn von 705 km Höhe gebracht,
bei der die Luftverschmutzung der gesamten Erde jeden Tag dreimal vollständig dokumentiert wird, einmal pro Tag findet eine vollständige Dokumentation der Temperaturen auf der gesamten Erde statt. Alle drei Tage ist eine hochpräzise Hyperspektraldokumentation der Verschmutzung Chinas und seiner küstennahen Gewässer abgeschlossen.
Am 21. Januar 2023 nahm der Satellit nach einer Testphase den Betrieb auf, wobei bis zum 19. Mai 2023 unter der Leitung des von der China Aerospace Science and Technology Corporation betriebenen Zentrums für die Nutzung von Erdbeobachtungssatelliten (CRESDA) noch Kalibrierungen und Tests der Systeme des Bodensegments durchgeführt wurden.
Bis zum 28. März 2023 hatte Gaofen Hyperspektral 320 TB an Daten ermittelt, aus denen 12.256 Bilder erstellt wurden, nicht nur zur Situation in China, sondern auch zur Aktivität von Vulkanen in Japan und Ecuador, zur Pflanzendecke in Taiwan, zu den Schifffahrtsstraßen im arktischen Meer oder zu Methanlecks auf libyschen und amerikanischen Ölfeldern.

### Chronologische Startliste
| Name                                | Startdatum (UTC)         | Trägerrakete     | Startplatz        | COSPAR                        | Orbit          | Kategorie      | Bemerkung         |
| ----------------------------------- | ------------------------ | ---------------- | ----------------- | ----------------------------- | -------------- | -------------- | ----------------- |
| Gaofen 1                            | 26. April 2013 04:13     | Langer Marsch 2D | Kosmodrom Jiuquan | 2013-018A                     | SSO            | optisch        |                   |
| Gaofen 2                            | 19. August 2014 03:15    | Langer Marsch 4B | Kosmodrom Taiyuan | 2014-049A                     | SSO            | optisch        |                   |
| Gaofen 8                            | 26. Juni 2015 06:22      | Langer Marsch 4B | Kosmodrom Taiyuan | 2015-030A                     | SSO            | optisch        | Neue Seidenstraße |
| Gaofen 9                            | 14. September 2015 04:42 | Langer Marsch 2D | Kosmodrom Jiuquan | 2015-047A                     | SSO            | optisch        | Neue Seidenstraße |
| Gaofen 4                            | 28. Dezember 2015 16:05  | Langer Marsch 3B | Kosmodrom Xichang | 2015-083A                     | GEO            | optisch        |                   |
| Gaofen 3                            | 9. August 2016 22:55     | Langer Marsch 4C | Kosmodrom Taiyuan | 2016-049A                     | SSO            | Radar          | Neue Seidenstraße |
| Gaofen 10                           | 31. August 2016 18:55    | Langer Marsch 4C | Kosmodrom Taiyuan | –                             | –              | Radar          | Fehlstart         |
| Gaofen 1-02 Gaofen 1-03 Gaofen 1-04 | 31. März 2018 03:22      | Langer Marsch 4C | Kosmodrom Taiyuan | 2018-031A 2018-031B 2018-031C | SSO            | optisch        |                   |
| Gaofen 5                            | 8. Mai 2018 18:28        | Langer Marsch 4C | Kosmodrom Taiyuan | 2018-043A                     | SSO            | Spektrometer   | Neue Seidenstraße |
| Gaofen 6                            | 2. Juni 2018 04:13       | Langer Marsch 2D | Kosmodrom Jiuquan | 2018-048A                     | SSO            | optisch        | Neue Seidenstraße |
| Gaofen 11                           | 31. Juli 2018 03:00      | Langer Marsch 4B | Kosmodrom Taiyuan | 2018-063A                     | SSO            | optisch        | Neue Seidenstraße |
| Gaofen 10R                          | 4. Oktober 2019 18:51    | Langer Marsch 4C | Kosmodrom Taiyuan | 2019-066A                     | SSO            | Radar          | Neue Seidenstraße |
| Gaofen 7                            | 3. November 2019 03:22   | Langer Marsch 4B | Kosmodrom Taiyuan | 2019-072A                     | SSO            | 3D-Kartografie | Neue Seidenstraße |
| Gaofen 12                           | 27. November 2019 23:52  | Langer Marsch 4C | Kosmodrom Taiyuan | 2019-082A                     | SSO            | Radar          | Neue Seidenstraße |
| Gaofen 9-02                         | 31. Mai 2020 08:53       | Langer Marsch 2D | Kosmodrom Jiuquan | 2020-034B                     | SSO            | optisch        | Neue Seidenstraße |
| Gaofen 9-03                         | 17. Juni 2020 07:19      | Langer Marsch 2D | Kosmodrom Jiuquan | 2020-039A                     | SSO            | optisch        | Neue Seidenstraße |
| Gaofen 9-04                         | 6. August 2020 04:01     | Langer Marsch 2D | Kosmodrom Jiuquan | 2020-054A                     | SSO            | optisch        | Neue Seidenstraße |
| Gaofen 9-05                         | 23. August 2020 02:27    | Langer Marsch 2D | Kosmodrom Jiuquan | 2020-058A                     | SSO            | optisch        | Neue Seidenstraße |
| Gaofen 11-02                        | 7. September 2020 05:57  | Langer Marsch 4B | Kosmodrom Taiyuan | 2020-064A                     | Polarbahn      | optisch        | Neue Seidenstraße |
| Gaofen 13                           | 11. Oktober 2020 16:57   | Langer Marsch 3B | Kosmodrom Xichang | 2020-071A                     | GEO            | optisch        |                   |
| Gaofen 14                           | 6. Dezember 2020 03:58   | Langer Marsch 3B | Kosmodrom Xichang | 2020-092A                     | SSO            | 3D-Kartografie | Neue Seidenstraße |
| Gaofen 12-02                        | 30. März 2021 22:45      | Langer Marsch 4C | Kosmodrom Jiuquan | 2021-026A                     | SSO            | Radar          |                   |
| Gaofen 5-02                         | 7. September 2021 03:01  | Langer Marsch 4C | Kosmodrom Taiyuan | 2021-079A                     | SSO            | Spektrometer   |                   |
| Gaofen 11-03                        | 20. November 2021 01:51  | Langer Marsch 4B | Kosmodrom Taiyuan | 2021-107A                     | SSO            | optisch        |                   |
| Gaofen 3-02                         | 22. November 2021 23:45  | Langer Marsch 4C | Kosmodrom Jiuquan | 2021-109A                     | SSO            | Radar          | Neue Seidenstraße |
| Gaofen 3-03                         | 6. April 2022 23:47      | Langer Marsch 4C | Kosmodrom Jiuquan | 2022-035A                     | SSO            | Radar          |                   |
| Gaofen 12-03                        | 27. Juni 2022 15:46      | Langer Marsch 4C | Kosmodrom Jiuquan | 2022-069A                     | SSO            | Radar          |                   |
| Gaofen Hyperspektral                | 8. Dezember 2022 18:31   | Langer Marsch 2D | Kosmodrom Taiyuan | 2022-165A                     | Rekursiver SSO | Spektrometer   |                   |
| Gaofen 11-04                        | 27. Dezember 2022 07:37  | Langer Marsch 4B | Kosmodrom Taiyuan | 2022-176A                     | Polarbahn      | optisch        |                   |
| Gaofen 13-02                        | 17. März 2023 08:33      | Langer Marsch 3B | Kosmodrom Xichang | 2023-036A                     | GEO            | optisch        |                   |
| Gaofen 12-04                        | 20. August 2023 17:45    | Langer Marsch 4C | Kosmodrom Jiuquan | 2023-123A                     | SSO            | Radar          |                   |
| Gaofen 11-05                        | 19. Juli 2024 03:03      | Langer Marsch 4B | Kosmodrom Taiyuan | 2023-130A                     | SSO            | optisch        |                   |

## Bodensegment
Verantwortlich für den Empfang der von den Gaofen-Satelliten gelieferten Daten ist das 2012 bei einer Strukturreform der Chinesischen Akademie der Wissenschaften entstandene Institut für Fernerkundung und digitale Geowissenschaften.
Diese Einrichtung, deren Vorgängerinstitutionen bereits seit 1986 Daten ausländischer Erdbeobachtungssatelliten empfangen haben,
verfügt Stand 2021 über vier Bodenstationen, und zwar in Miyun bei Peking, Kaschgar, Provinz Xinjiang, Sanya auf der Insel Hainan, und Kiruna, Schweden. Bemerkenswert hierbei ist, dass Stand 2018 die Daten der im Sommer 2015 speziell für die Neue Seidenstraße gestarteten Satelliten Gaofen 8 und Gaofen 9 nicht von der Akademie der Wissenschaften empfangen wurden.
Am 31. Mai 2014 genehmigte die Nationale Behörde für Wissenschaft, Technik und Industrie in der Landesverteidigung die Einrichtung eines Gaofen-Datenverarbeitungszentrums Hubei (高分辨率对地观测系统湖北数据与应用中心), die konkret vom Nationalen Schwerpunktlabor für Informatik in Topografie, Kartografie und Fernerkundung der Universität Wuhan (武汉大学测绘遥感信息工程国家重点实验室)
sowie vom Institut für Fernerkundung und Informatik derselben Universität (武汉大学遥感信息工程学院)
durchgeführt werden sollte. Die Aufgabe des Datenverarbeitungszentrums bestand in Speicherung, Verarbeitung und Verteilung von Gaofen-Daten unter Berücksichtigung der Geheimhaltungsvorschriften, und zwar primär in der Provinz Hubei.
Ähnliche Rechenzentren wurden auch in anderen Provinzen eingerichtet. So genehmigte die Wehrtechnik-Behörde im September 2014 einen Antrag der Regierung von Sichuan, in Chengdu ein Gaofen-Datenverarbeitungszentrum Sichuan (高分辨率对地观测系统四川数据与应用中心) einzurichten. Am 15. Januar 2015 fand die offizielle Eröffnung statt.
Am 10. März 2016 wurde unter dem Dach des Zentrums für Erdbeobachtung und Daten der Nationalen Raumfahrtbehörde die „Gemeinsame Plattform für Informationsdienste auf der Basis von Gaofen-Anwendungen“ (高分应用综合信息服务共享平台) in Betrieb genommen, über die aus von den Satelliten gelieferten Daten in einheitlichen Formaten erstellte Fotos etc. von in- und ausländischen Nutzern online abgerufen werden können.
Die Gemeinsame Plattform ist den Datenverarbeitungszentren in den Provinzen gegenüber weisungsberechtigt und erließ einheitliche Vorschriften, wie man dort mit den Daten umzugehen habe, vor allem bei plötzlich auftretenden Gefahrensituationen wie Waldbränden oder Überschwemmungen (in derartigen Fällen wird speziell Gaofen 6 eingesetzt). Ende März 2023 befanden sich auf der Gemeinsamen Plattform gut 40 Millionen Bilder.

## Versuchsstationen
Das Gaofen-Projekt verfügt über eine Reihe von Versuchsstationen in ganz China, wo die Kameras und Sensoren der Satelliten an bekannter Vegetation und Bodenbeschaffenheit erprobt und geeicht werden können:
- Nordostchinesisches Feuchtland
  - Versuchsstation JIangshanjiao, Ning’an[96]
  - Versuchsstation Jingyuetan, Changchun[97]
  - Versuchsstation Daxing'anling, Großes Hinggan-Gebirge[98]
- Nordchinesisches Feuchtland
  - Versuchsstation Huailai, Zhangjiakou[99]
  - Versuchsstation Luancheng, Shijiazhuang[100]
- Innermongolisches Grasland
  - Versuchsstation Hulun Buir[101]
  - Versuchsstation Minqin, Wuwei[102]
- Nordwestchinesisches Ödland
  - Versuchsstation Kanas, Ili[103]
  - Versuchsstation Westlicher Tian Shan, Nilka[104]
- Zentralchinesische Subtropen
  - Versuchsstation Dongting-See, Yueyang[105]
  - Versuchsstation Qiyang, Yongzhou[106]
  - Versuchsstation Qianyanzhou, Taihe[107]
- Qinghai-Tibet-Hochebene
  - Versuchsstation Nagqu, Nagqu[108]
  - Versuchsstation Nyingchi[109]
  - Versuchsstation Haibei, Menyuan[110]
- Südchinesische Tropen
  - Versuchsstation Hainan, Ledong[111]
  - Versuchsstation Pu’er, Simao[112]
- Ozeane und typische Gewässer
  - Versuchsstation Wanshan-Inseln, Zhuhai[113]
  - Versuchsstation Tai Hu, Suzhou[114]

## Beidou + Gaofen
Im November 2020 wurde auf der 11. Chinesischen Satellitennavigationskonferenz in Chengdu erstmals darüber diskutiert, die Daten der Gaofen-Satelliten ähnlich wie bei Google Earth mit denen des Beidou-Satellitennavigationssystems zusammenzuführen.
Dies wurde dann am Institut für Informationsgewinnung durch Luft- und Raumfahrt der Chinesischen Akademie der Wissenschaften weiterverfolgt.
Anfang 2023 startete schließlich der Grenzschutz des Autonomen Gebiets Innere Mongolei (内蒙古出入境边防检查总站) ein Pilotprojekt, wo die zusammengeführten Daten von Beidou und Gaofen, die eine annähernde Echtzeitbeobachtung ermöglichen, von Künstlicher Intelligenz ausgewertet werden, um in den nordöstlichen, gebirgigen und stark bewaldeten Bezirken Hulun Buir, Hinggan und Xilin Gol illegale Aktivitäten und Grenzübertritte aus Russland und der Mongolischen Republik zu erkennen.